# Sankt Anton an der Jeßnitz
Sankt Anton an der Jeßnitz è un comune austriaco di 1 221 abitanti nel distretto di Scheibbs, in Bassa Austria.